# Горелый Борок
Горелый Борок — деревня в Нижнеингашском районе Красноярского края. Входит в состав Ивановского сельсовета.

## География
Деревня находится в восточной части края, в пределах таёжной лесорастительной зоны, на левом берегу реки Кохи, при автодороге 04Н-689, на расстоянии приблизительно 15 километров (по прямой) к северу от Нижнего Ингаша, административного центра района. Абсолютная высота — 247 метров над уровнем моря.
Климат
Климат характеризуется как резко континентальный, с продолжительной морозной малоснежной зимой и коротким жарким летом. Зима продолжается в течение 6-7 месяцев. Абсолютный минимум температуры воздуха составляет −51 °C (по данным метеостанции г. Канска). Продолжительность периода с температурой более 10˚С составляет 100—110 дней. Среднегодовое количество атмосферных осадков составляет 484 мм.

## История
Основана в 1900 году. По данным 1926 года в деревне имелось 54 хозяйства и проживало 282 человека (135 мужчин и 147 женщин). В национальном составе населения того периода преобладали белорусы. В административном отношении входила в состав Ивановского сельсовета Нижне-Ингашского района Канского округа Сибирского края.

## Население
| 2010 |
| ---- |
| 80   |

Половой состав
По данным Всероссийской переписи населения 2010 года в гендерной структуре населения мужчины составляли 46,3 %, женщины — соответственно 53,7 %.
Национальный состав
Согласно результатам переписи 2002 года, в национальной структуре населения русские составляли 96 % из 144 чел.